# Lobot
Lobot (nacido en 38 aBY) es un ciborg y ayudante de Lando Calrissian en la administración de Ciudad Nube. Era el hijo de un esclavo, y por ello un esclavo. A la edad de 15 años piratas espaciales asesinaron a su padre. Después de la caída de la República escapó a Ciudad Nube, donde era un ladrón hasta que fue atrapado. Sin embargo la por entonces baronesa Administradora de la Ciudad de las Nubes, Ellisa Shallence decidió dar al joven una oportunidad: Ser encarcelado o convertirse en el primer enlace con los ordenadores de la ciudad. Eligió lo segundo. Recibió un implante cibernético. Su cerebro está conectado a un ordenador que, aunque le permite comunicarse con el ordenador central de la ciudad, le deja aparentemente mudo. Esto es una decisión consciente de Lobo, porque "información directa es más eficiente" (ver Antes de la Tormenta, libro 1 de la saga de Star Wars la Flota Negra). Eventualmente un joven contrabandista llamado Lando Calrissian ganó Ciudad Nube de barón Administrador de la Ciudad de las Nubes, Raynor en un juego de sabacc. Durante la administración de Calrissian, Lobot salvó la vida de Lando (y su carrera) cuando un robot renegado llamado EV-9D9 puso bombas por toda la ciudad. También se quedó atrás cuando Lando (y sus amigos Rebeldes) escaparon cuando el Imperio se hizo con el control de la ciudad. 
Su única aparición en las películas de Star Wars es en Star Wars: Episode V - The Empire Strikes Back, por John Hollis.

## Otros formatos
En 2015, Marvel Comics llevó a cabo una adaptación gráfica del personaje de Lando durante una miniserie de cinco números escritos por Charles Soule y dibujados por Alex Maleev titulada Star Wars: Lando en donde ya se introducía asimismo el personaje de Lobot.